# Martín García-Loygorri e Ichaso
Martín García-Loygorri (olim García-Aresta) i Ichaso (Corella (Navarra) 5 de juny de 1759-Madrid, 30 de gener de 1824) va ser un militar espanyol impulsor d'importants reformes en l'Arma d'Artilleria.
Pertanyent a una família noble, va iniciar la seva carrera al Col·legi d'Artilleria on va ingressar com a cadet als tretze anys. El seu baptisme de foc es va produir el 1777, defensant Melilla de les tropes del Sultà del Marroc. De 1801 a 1807 va participar en les campanyes de Portugal. Al llarg de la seva vida intervindria activament en vint-i-set accions de guerra, cinc llocs i una defensa de plaça.
Per la seva intervenció en la batalla d'Alcanyís contra els francesos (1809) va ser ascendit a mariscal de camp i rebria la Laureada de Sant Fernando, creada per les Corts de Cadis, la recompensa militar espanyola més prestigiosa, sent els primers fets d'armes a ser guardonats amb aquesta important distinció. En aquesta batalla va disposar amb enorme encert la ubicació de les dinou peces d'artilleria amb què explicaven les forces espanyoles, esperant a donar les ordres de foc, amb gran serenitat i sang freda, al fet que les tropes enemigues estiguessin gairebé damunt, desbaratant-les i posant-les en fugida.
Va ser Tinent General, vocal de les Assemblees dels Reials Ordes de Sant Fernando i Sant Hermenegildo i de la Junta Militar d'Índies, i cavaller profeso de l'Orde de Santiago.
Com a Director General d'Artilleria i del Real Col·legi d'Artilleria, en els anys de 1810 a 1822, va posar tota l'obstinació en què aquest últim tornés a la normalitat després de la Guerra de la Independència, recuperant la seva seu original de l'Alcàsser de Segòvia i el seu elevat nivell docent. Per a això va ampliar i va millorar els seus equips i instal·lacions, inaugurant un gran laboratori de química i un altre de ciències naturals i procedint a la compra del Gabinet de Mineralogia del naturalista Don Casimiro Gómez Ortega, un dels més destacats d'Europa en el seu temps.
El 1816 va donar a la impremta un important Tractat d'Artilleria, que tindria notable influència en diverses generacions d'artificiers.